# Andrena trivialis
Andrena trivialis är en biart som beskrevs av Henry Lorenz Viereck 1917. Andrena trivialis ingår i släktet sandbin, och familjen grävbin. Inga underarter finns listade i Catalogue of Life.